# Funkstörung (Band)
Funkstörung ist ein aus Christian de Luca und Michael Fakesch bestehendes Duo von IDM-Produzenten aus Rosenheim.
Funkstörung waren vor allem für rhythmisch komplexe, aber melodische Musik bekannt, die an die Arbeiten von Autechre aus den späten 1990ern erinnert, obwohl ihre letzten Veröffentlichungen sowohl Elemente von Hip-Hop als auch von Popmusik beinhalteten. Funkstörung galten als sehr aktive Remixer, mit Arbeiten für Künstler wie Jean Michel Jarre, Björk und den Wu-Tang Clan. Zwei der fünf Alben von Funkstörung sind Kompilationen von Remixen für andere Künstler.
Ein wichtiger Punkt bei Funkstörung-Platten war immer das Design, oft erstellt von der englischen Agentur The Designers Republic. Diese Vorliebe für Grafikdesign erreichte mit der Veröffentlichung von Isolated. Triple Media. im Jahr 2005 ihren Höhepunkt. Dabei handelt es sich um ein 160-seitiges Buch mit Grafiken und einer DVD mit Musikvideos zu ihrem Album Disconnected. Sowohl de Luca als auch Fakesch haben Soloalben veröffentlicht, die meisten davon auf ihrem eigenen Label „Musik Aus Strom“.

## Geschichte
Die zwei Musiker trafen 1992 zusammen, als de Luca auf einer Party auflegte, die von Fakesch organisiert wurde. Obwohl ihre musikalischen Hintergründe (Hip-Hop und Heavy Metal) verschieden waren, produzierten sie anfangs klassischen minimalistischen Techno unter dem Namen Musik Aus Strom und unterschrieben 1994 einen Vertrag über sechs Alben beim niederländischen Label Bunker Records / Acid Planet. Acid Planet schaffte es aber bis 1996 nicht, diese Produktionen zu veröffentlichen, und so benannten sich de Luca und Fakesch in Funkstörung um und benutzten die Bezeichnung Musik Aus Strom für ihr Label, auf dem sie ein paar EPs in einem neuen, melodischeren und komplexeren IDM-Stil herausbrachten. Nach weiteren EPs auf Compost Records und Chocolate Industries und einer Serie von Remixen für bekannte Künstler wie Björk und dem Wu-Tang Clan unterschrieben sie letztendlich bei K7 Records. Dort wandelte sich ihr Stil weiter, unter anderem mit weiteren Kollaborationen mit MCs, womit sie ihre Version einer modernen Hip-Hop-Produktionsweise umzusetzen versuchten. Auf ihrem Album Disconnected wandten sie sich auch dem klassischen Popsong zu, mit Gastsängern wie Louise Rhodes von Lamb, Sarah Jay (bekannt für ihre Arbeit mit Massive Attack) und dem Münchner Enik. Disconnected war auch das Sprungbrett für das Projekt Isolate. Eine Serie von Fotografien wurde auf der Bandwebsite bereitgestellt und Besucher wurden aufgefordert, sie zu verändern und zurückzuschicken. Die Ergebnisse, sowohl Grafiken als auch Videos zu Liedern von Disconnected, wurden 2004 als die Buch/DVD-Kombination Isolated. Triple Media. veröffentlicht.
Im Sommer 2006 gab die Gruppe ihre Trennung bekannt. Die Mitglieder wollten fortan getrennte Wege gehen und Projekte unter eigenem Namen beginnen.
Anfang 2015 wurde bekannt, dass die Gruppe durch beide Mitglieder reaktiviert wurde. Im Sommer 2015 wurde das Album Funkstörung auf Monkeytown Records veröffentlicht.

## Diskografie
| Titel                         | Format     | Label                       | Katalognummer                                                       | Jahr | Bemerkungen |
| ----------------------------- | ---------- | --------------------------- | ------------------------------------------------------------------- | ---- | --- |
| Godzilla vs. Metalhead        | Single     | Acid Planet                 | 15                                                                  | 1995 | Nur auf Vinyl erhältlich                                                                                              |
| Untitled                      | Mini-Album | Acid Planet                 | 11                                                                  | 1996 | |
| Untitled                      | Mini-Album | Acid Planet                 | 12                                                                  | 1996 | |
| Untitled                      | Mini-Album | Acid Planet                 | 13                                                                  | 1996 | |
| Untitled                      | Mini-Album | Acid Planet                 | 14                                                                  | 1996 | |
| Elektromotor                  | Mini-Album | Acid Planet                 | 18                                                                  | 1996 | |
| Untitled                      | EP         | Musik Aus Strom             | 1.08                                                                | 1996 | Nur auf Vinyl erhältlich                                                                                              |
| break.art                     | EP         | Musik Aus Strom             | 2.09                                                                | 1996 | Nur auf Vinyl erhältlich                                                                                              |
| Artificial garbage            | EP         | Interr-fered Communications | HM1205                                                              | 1997 | Nur auf Vinyl erhältlich                                                                                              |
| Funkentstört                  | EP         | Compost                     | 031-1                                                               | 1997 | Nur auf Vinyl erhältlich                                                                                              |
| Sonderdienste                 | EP         | Compost                     | 045-1                                                               | 1997 | Nur auf Vinyl erhältlich                                                                                              |
| post.art                      | EP         | Chocolate Industries        | 002                                                                 | 1998 | |
| björkmitfunkstörung           | EP         | FatCat Records              | 005                                                                 | 1998 | Remixe des Björk-Liedes All Is Full of Love                                                                           |
| Additional Productions        | Album      | !K7 Records                 | !K7028                                                              | 1999 | Eine Sammlung von Remixen                                                                                             |
| Appetite for Disctruction     | Album      | !K7 Records                 | !K7087                                                              | 2000 | |
| Multiple Grammy Winners       | EP         | !K7 Records                 | !K7087EP                                                            | 2000 | Remixe des Appetite for Disctruction-Albumtracks „Grammy Winners“                                                     |
| Vice Versa                    | Album      | !K7 Records                 | !K7108                                                              | 2001 | Eine weitere Sammlung von Remixen.                                                                                    |
| Disconnected/Fat Camp Feva    | EP         | !K7 Records                 | !K7162EP                                                            | 2004 | Zwei Tracks von Disconnected mit jeweils einem Remix                                                                  |
| Disconnected                  | Album      | !K7 Records                 | !K7162                                                              | 2004 | |
| Moon Addicted/Chopping Heads  | EP         | !K7 Records                 | !K7171EP                                                            | 2004 | Zwei Tracks von Disconnected und zwei unveröffentlichte Tracks                                                        |
| Isolated. Triple Media.       | Buch/DVD   | !K7 / Die Gestalten Verlag  | !K7162 Book*+*DVD                                                   | 2004 | Eigentlich ein Buch, ISBN 3-89955-107-9. Wurde von The Guardian zum „Most beautiful sleeve of 2004“ bestimmt. (Link). |
| The Return To The Acid Planet | Album      | !K7 Records                 | !K7186LP                                                            | 2005 | Zusammenstellung neuer Stücke und Remixe von bereits bei Acid Planet veröffentlichten Stücken.                        |
| Appendix                      | Album      | !K7 Records                 | !K7210CD                                                            | 2007 | Eine weitere Sammlung von Remixen.                                                                                    |
| Funkstörung                   | Album      | Monkeytown Records          | MONKEYTOWN059LP, MONKEYTOWN059, MONKEYTOWN059CD, Monkeytown059LPDLX | 2015 | |